# یکپارچه‌سازی دیسک
یکپارچه‌سازی دیسک سخت
هنگام ذخیره‌سازی اطلاعات بر روی دیسک، ممکن است به دلیل پراکنده بودن فضای خالی موجود بر روی دیسک، اطلاعات به صورت پراکنده ذخیره شده و در سکتورهای متوالی قرار نگیرند. البته با توجه به اینکه هنگام ذخیره شدن اطلاعات آدرس محل قرارگیری آن‌ها در جدولی به نام(File Allocation Table) FAT یادداشت می‌شود سیستم‌عامل جهت بازیابی مجدد آن‌ها با مشکلی مواجه نخواهد شد. با این وجود در صورتی که اطلاعات مرتبط با یکدیگر در سکتورهای متوالی قرار گیرند بازیابی اطلاعات با سرعت بیشتری انجام خواهد شد. برنامه دیسک یکپارچه ساز می‌تواند با مرتب کردن اطلاعات موجود بر روی دیسک سرعت دسترسی به فایل‌ها و برنامه‌ها را افزایش داده و سرعت کار کامپیوتر را متحول نماید. در صورتی که تاکنون از این برنامه جهت مرتب‌سازی اطلاعات استفاده نکرده‌اید قطعاً پس از اجرای این برنامه از افزایش سرعت کار کامپیوترتان انگشت به دهان خواهید ماند.
برنامه‌ای برای یکپارچه‌سازی هارد دیسک:
اجرای برنامه در ویندوز ۹۸ و me
از منوی شروع منوی Programs منویAccessoriesمنویSystem Tools برنامه را اجرا نمائید. در پنجره ظاهر شده درایو مورد نظر را انتخاب کرده با کلیک بر روی دکمه OKعملیات مرتب‌سازی را شروع کنید. در پنجره فوق پیشرفت عملیات مرتب‌سازی با درصد نمایش داده می‌شود. زمان عملیات مرتب‌سازی به عوامل متعددی بستگی دارد و ممکن است بین چند ثانیه تا چند ساعت متغیر باشد که از آن میان می‌توان به میزان فضای دیسک سخت، میزان اطلاعات موجود بر روی دیسک، میزان پراکندگی اطلاعات و سرعت دیسک اشاره کرد. لازم به توضیح است که در حین عملیات مرتب‌سازی امکان کار کردن با سیستم نیز وجود خواهد داشت ولی توصیه می‌شود به دلیل پرهیز از طولانی شدن عملیات از این کار اجتناب نمائید. در صورتی که مایل به توقف عملیات قبل از خاتمه آن هستید می‌توانید از دکمه Stopاستفاده نمائید. کلیک بر روی دکمهPauseباعث توقف موقت اجرای برنامه گشته و پس از کلیک بر روی دکمهResumeعملیات ادامه خواهد یافت. استفاده از دکمهShow Details باعث خواهد شد تا سیستم‌عامل ویندوز، پیشرفت عملیات مرتب‌سازی را با تصاویر گرافیکی نمایش دهد. در تصویر فوق هر مربع کوچک نمایش دهنده یک کلاستر است. جهت اطلاع از انواع مختلف کلاسترها که با رنگ‌های مختلفی نمایش داده شده‌است می‌توانید از دکمهLegend استفاده کرده و در صورت تمایل برای بازگشت به پنجره قبل از دکمه Hide Details استفاده کنید. در صورتی که برنامه یکپارچه‌سازی دیسک با اشکالات آدرس دهی و جدول FAT بر روی دیسک مواجه شود عملیات را متوقف کرده و از شما خواهد خواست پس از رفع اشکال فوق عملیات را مجدداً از سر بگیرید (جهت رفع اشکالات مربوط به آدرس دهی فایل‌ها می‌توانید از برنامهScan Disk استفاده نمائید).
اجرای برنامه در ویندوز xp
از منوی شروع منوی All Programs منوی Accessories منوی System Tools برنامه مرتب‌سازی دیسک را اجرا کرده در ناحیه بالای پنجره ظاهر شده، درایو مورد نظر را انتخاب کرده بر روی دکمه Analyzeکلیک نمائید. برنامه مرتب‌سازی دیسک پس از بررسی وضعیت و میزان پراکندگی درایو انتخاب شده با ظاهر کردن یک پنجره نتیجه بررسی را اعلام کرده و در صورت نیاز از شما خواهد خواست تا عملیات مرتب‌سازی دیسک را آغاز نمائید. با کلیک بر روی دکمه Defragعملیات مرتب‌سازی دیسک آغاز خواهد شد. با کلیک بر روی دکمهView Report می‌توانید جزئیات بیشتری از بررسی سطح دیسک را مشاهده کنید. در ناحیه پایین پنجره یکپارچه ساز نواحی قرمز نمایانگر قسمت‌های پراکنده دیسک، نواحی آبی رنگ نمایانگر قسمت‌های پشت سر هم (غیرپراکنده)، نواحی سبز نمایانگر اطلاعاتی که توسط برنامه جابه‌جا نخواهند شد (مانند فایل‌های سیستمی و…) و بالاخره نواحی سفید نمایانگر قسمت‌های خالی دیسک است. لازم است ذکر شود که برنامه یکپارچه سازئ جهت انجام عملیات مرتب‌سازی به حداقل ۱۵ درصد فضای خالی بر روی دیسک نیاز دارد، در صورتی که این فضا موجود نباشد عملیات به‌طور کامل انجام نخواهد شد (جهت آزاد کردن فضای مورد نیاز برای اجرای برنامه می‌توانید فایل‌های زائد و غیرضروری را از روی درایو حذف نمائید). ستون این هفته را با ذکر این نکته به پایان می‌بریم که برنامه یکپارچه سازئ فقط در صورتی توانایی انجام عملیات را خواهد داشت که شما به عنوانAdministrator مشغول به کار با سیستم بوده و در صورت استفاده از اکانت‌های مفید امکان اجرای این برنامه از شما سلب خواهد شد.
انگیزه
مترادف‌سازی اطلاعات خواندنی و نوشتنی در فایل‌های یکپارچه است و به آرامی پایین می ایید مانند زمانی که برای حرکت دادن هد دیسک بین تکه‌ها نیاز دارد. مانند عملیات مشابه به limiting operationدر همه کامپیوترها کارایی هارد دیسک است. از این قرار که میل به پردازش بیشتر مؤثر است. برای پروراندن عمل یکپارچگی سیستم‌عامل ویندوز اغلب یکپارچگی دوره‌ای وهمیشگی در دسترس بودن با سرعت بالا به دیسک و کاهش زمان را پیشنهاد می‌کند. از این قرار که یکپارچه‌سازی ممکن است با یکی دیگر در همان ناحیه قبل از اینکه دو تکه شوند با یک پارتیشن تنها یا دو یا چند پارتیشن بیشتر انجام شود. برای مثال با GNU یا پارتیشن‌های جادویی. یکپارچه‌سازی می‌تواند طول عمر هارد درایو را افزایش دهد به وسیله کوچک کردن جای هد یا خلاصه کردن داده‌های عملیاتی قابل دسترس.

## دلایل
عملیات یکپارچه‌سازی وقتی که سیستم‌عامل نمی‌تواند فضای کافی برای ذخیره کردن همه فایل‌ها اختصاص دهد رخ می‌دهد. اما در عوض قسمت‌هایی از این را در یک شکاف بین فایل‌ها قرار می‌دهد. (اغلب این شکاف‌ها برای اینکه به‌طور معمول یک فایل را که سیستم‌عامل بعداً آن را حذف یا فضای اضافه را به آن برای فایل در اولین مکان اختصاص می‌دهد نگه می‌دارد)
فایل‌های بزرگتر و تعداد بیشتری از فایل هادر عملیات یکپارچه‌سازی شرکت می‌کند و کارایی را کاهش می‌دهد.
یکپارچه‌سازی این مشکلات را کاهش می‌دهد.
به صورت دیگر فضای خالی دیسک‌ها می‌توانند ۵ فایل داشته باشدA B C و E و ۱۰ بلوک از این فضا در حال استفاده است. در این قسمت یک بلوک وجود دارد که به یک واحد سیستم می‌تواند ۱کیلو و ۱۰کیلو و ۱مگابایت سایز اختصاص می‌دهد؛ و این هیچ سایز مشخصی ندارد. روی یک دیسک خالی هم این فایل‌ها می‌توانند به یکی از آن‌ها اختصاص داده شوند.
مثال یک:در این عکس اگر فایل b پاک شود دو گزینه وجود دارد که فضای خالی رها شود. جای خالی b دوباره استفاده شود یا متراکم کردن همه فایل‌ها بعد از b به‌طوری‌که آن از فضای خالی پیروی کند.
می‌تواند در یک زمان استفاده شوند اگر آن‌ها صدها و هزارها از فایل‌هایی که نیاز به حرکت داشته باشند وجود داشته باشد؛ بنابراین اکثر آن‌ها توانایی استفاده دوباره را دارند. آن‌ها زمانی که نیاز به استفاده باشند مجدداً استفاده می‌شوند.
مشکلات یکپارچه سازی
۱)فایل‌های متحرک
۲)گسترش تکه‌تکه کردن
۳)کاربرها و کارایی موضوع
دسترسی و یکپارچه‌سازی توسط فایل‌های سیستمی
Fat=در سیستم‌عامل ویندوز ۹x dos 6x ارائه می‌شود.
به یکپارچه‌سازی با برنامه‌های سودمند گفته می‌شود در dos یک ورژن محدود
از norton speed diskو در ویندوز به این امکان را می‌دهد.
Ntes= در ویندوز ۲۰۰۰ و جدیدتر شامل یک ابزاز یکپارچه سازی
```
که بر مبنای diskepper است می‌شود.
```

Ext2=در linux از یکپارچه ساز گسترده به نامe2defrag استفاده می‌شود.
Vxfs=همچنین عملیات یکپارچه‌سازی مفید برایfsdm اجرا می‌شود.
```
Jfs=یکپارجه‌سازی (۲)سودمند روی عملیات سیستم IBM اجرا می‌شود.
```

Hfs plus=در سال ۱۹۹۸ تعدادی از بهینه‌سازی برای تخصیص
الگوریتم برای تلاش یکپارچه‌سازی فایل‌ها معرفی شد.
Wafl=درnet app’s ontap ۷٫۲ فرمان عملیات سیستم reallocate
نامیده می‌شود که برای یکپارچه‌سازی فایل‌های بزرگ طراحی شده‌است.
Xfs= یکپارچه‌سازی سودمند لحظه‌ای را فراهم می‌آورد
کهxfs-fsr نامیده می‌شود.
این تمرین از باقی گذاشتن فضای خالی بعد از آن فایل‌های پاک شده و نشانه‌گذاری در یک جدول قابل دسترسی برای استفاده‌های بعدی است. آن‌ها دوباره استفاده می‌شوند وقتی که نیاز داشته باشند به آن چرا؟
برنامه‌های پاک شده می‌توانند اجرا شوند آن‌ها شبیه ترمیم کردن فایل‌های که نام آن‌ها از فهرست پاک شده اما هنوز محتوای آن‌ها روی دیسک است، ‍ هستند.
http://searchwincomputing.techtarget.com/tip/0,289483/sid68_gci1215568,00.html%5Bپیوند+مرده%5D
http://pl.atyp.us/wordpress/?p=241
http://searchwincomputing.techtarget.com/tip/0,289483/sid68_gci1216336,00.html%5Bپیوند+مرده%5D
http://blogs.technet.com/fillecab/archve/2007/01/26/don-t-judge-a-book-by-its-cover-why-windows-vista-defrag-is-cool.aspx%5Bپیوند+مرده%5D